# イラン・アーセマーン航空

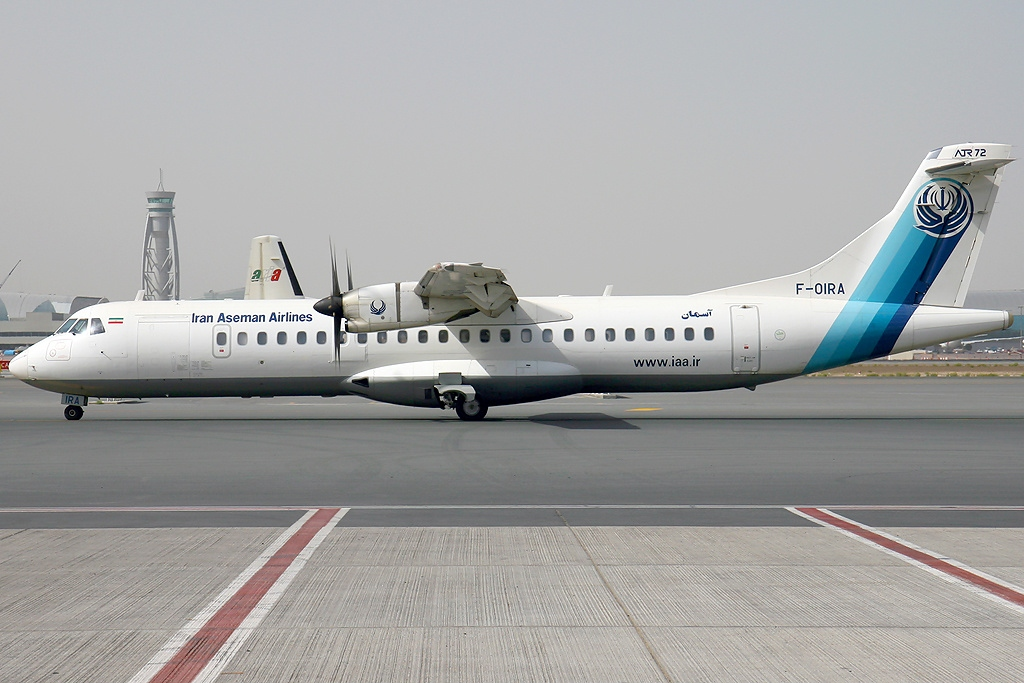
ATR72-500

イラン・アーセマーン航空（ペルシア語: هواپیمایی ایران آسمان）はイラン・テヘランに拠点をおく航空会社。国内線および中央アジア・ペルシア湾岸への域内国際線定期路線のほか、チャーター便の運航も行う。主とする拠点はテヘラン・メヘラーバード国際空港で、シーラーズ国際空港とマシュハド国際空港、ドバイ国際空港を準ハブ空港としている。

## 沿革
イラン・アーセマーン航空は1980年に設立された。イラン国民年金基金投資会社に保有され、現在民営化が進行中である。2007年3月現在の従業員数は1,298人。

## 就航都市
イラン・アーセマーン航空は2007年2月現在、以下の都市・空港に就航している。
| イラン・アーセマーン航空の路線網 | イラン・アーセマーン航空の路線網 | イラン・アーセマーン航空の路線網           | イラン・アーセマーン航空の路線網 | イラン・アーセマーン航空の路線網 |
| -------------------------------- | -------------------------------- | ------------------------------------------ | -------------------------------- | -------------------------------- |
| 国                               | 都市                             | 空港                                       | 注記                             |                                  |
| 中央アジア                       |                                  |                                            |                                  |                                  |
| キルギス                         | ビシュケク                       | マナス国際空港                             |                                  |                                  |
| タジキスタン                     | ドシャンベ                       | ドシャンベ国際空港                         |                                  |                                  |
| アフガニスタン                   | カーブル                         | カーブル国際空港                           |                                  |                                  |
| 中東                             |                                  |                                            |                                  |                                  |
| アラブ首長国連邦                 | アブーダビー                     | アブーダビー国際空港                       |                                  |                                  |
| アラブ首長国連邦                 | ドバイ                           | ドバイ国際空港                             | ハブ                             |                                  |
| オマーン                         | マスカト                         | マスカット国際空港                         |                                  |                                  |
| カタール                         | ドーハ                           | ドーハ国際空港                             |                                  |                                  |
| クウェート                       | クウェート                       | クウェート国際空港                         |                                  |                                  |
| バーレーン                       | バーレーン                       | バーレーン国際空港                         |                                  |                                  |
| イラン国内                       |                                  |                                            |                                  |                                  |
| イラン                           | アーバーダーン                   | アーバーダーン空港                         |                                  |                                  |
| イラン                           | アサールーイェ                   | アサールーイェ空港                         |                                  |                                  |
| イラン                           | アフヴァーズ                     | アフヴァーズ空港                           |                                  |                                  |
| イラン                           | アルダビール                     | アルダビール空港                           |                                  |                                  |
| イラン                           | イーラーム                       | イーラーム空港                             |                                  |                                  |
| イラン                           | エスファハーン                   | シャヒード・ベヘシュティー空港             |                                  |                                  |
| イラン                           | ゲシュム                         | ゲシュム空港                               |                                  |                                  |
| イラン                           | ケルマーンシャー                 | ケルマーンシャー空港                       |                                  |                                  |
| イラン                           | ゴルガーン                       | ゴルガーン空港                             |                                  |                                  |
| イラン                           | サーハンド                       | サーハンド空港                             |                                  |                                  |
| イラン                           | サナンダジュ                     | サナンダジュ空港                           |                                  |                                  |
| イラン                           | サブゼヴァール                   | サブゼヴァール空港                         |                                  |                                  |
| イラン                           | シーラーズ                       | シャヒード・ダシュトガーエブ国際空港       | ハブ                             |                                  |
| イラン                           | タバス                           | タバス空港                                 |                                  |                                  |
| イラン                           | タブリーズ                       | タブリーズ国際空港                         |                                  |                                  |
| イラン                           | テヘラン                         | エマーム・ホメイニー国際空港               | ハブ                             |                                  |
| イラン                           | テヘラン                         | メヘラーバード国際空港                     | ハブ                             |                                  |
| イラン                           | バム                             | バム空港                                   |                                  |                                  |
| イラン                           | ビールジャンド                   | ビールジャンド空港                         |                                  |                                  |
| イラン                           | ブーシェフル                     | ブーシェフル空港                           |                                  |                                  |
| イラン                           | ホイ                             | ホイ空港                                   |                                  |                                  |
| イラン                           | ボジュヌールド                   | ボジュヌールド空港                         |                                  |                                  |
| イラン                           | マシュハド                       | シャヒード・ハーシェミーネジャード国際空港 | ハブ                             |                                  |
| イラン                           | ヤースージュ                     | ヤースージュ空港                           |                                  |                                  |
| イラン                           | ヤズド                           | ヤズド空港                                 |                                  |                                  |
| イラン                           | ラームサル                       | ラームサル空港                             |                                  |                                  |
| イラン                           | ラーメルド                       | ラーメルド空港                             |                                  |                                  |
| イラン                           | ラール                           | ラール空港                                 |                                  |                                  |
| イラン                           | ラシュト                         | ラシュト空港                               |                                  |                                  |
| イラン                           | ラフサンジャーン                 | ラフサンジャーン空港                       |                                  |                                  |

なお，EU域内乗り入れ禁止航空会社であるため，EU域内には就航していない。

## 保有機材

### 運航機材
2021年8月、イラン・アーセマーン航空の機材は以下の通りである。
| 機材                          | 運用機数 | 発注機数 | 座席数  | 備考 |
| ----------------------------- | -------- | -------- | ------- | --- |
| ATR72-210                     | 1        | -        | 70      | |
| エアバスA320-200              | 6        | -        | 156     | |
| エアバスA320-200              | 6        | -        | 164     | |
| ボーイング727-200             | 1        |          |         | |
| ボーイング737‐400             | 4        | ‐        | 144     | |
| フォッカー100                 | 10       | ‐        | 100     | 運用されている機材のうち3機ほどは部品取りとなっているため、実稼働機数は7機である。                            |
| スホーイ・スーパージェット100 | ‐        | 20       | No Data | 当機は米製部品を10%以上使用しており、米国のイランに対する経済制裁の対象となるため、納入できない可能性がある。 |
| 計                            | 22       | 20       |         | |

### 退役済機材
- ATR42-320
- ATR72-200
- ATR72-500
- ボーイング727-200

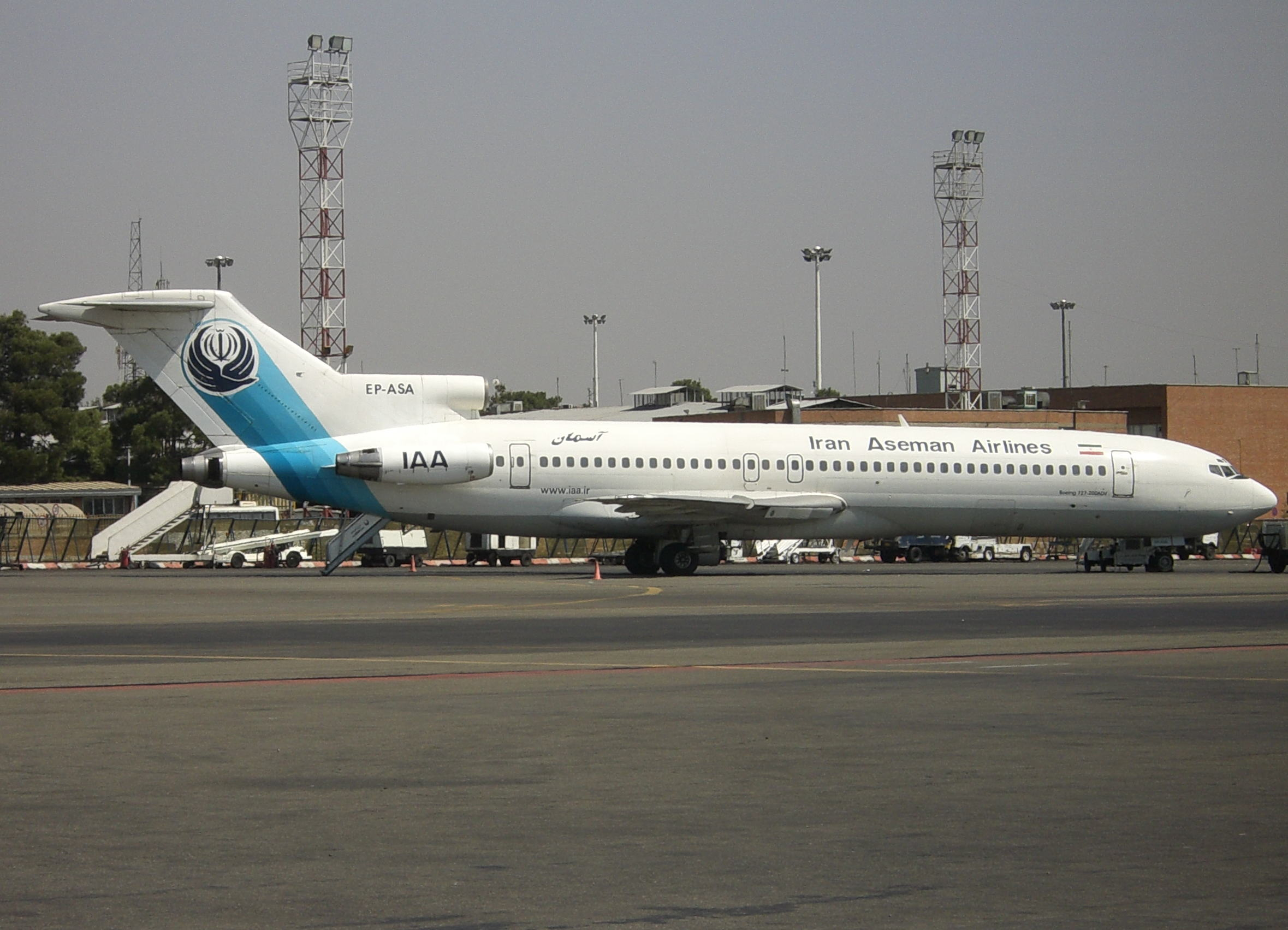
ボーイング727‐200

## 事故
2018年2月18日、テヘラン発ヤースージュ行のイラン・アーセマーン航空3704便ATR72(EP-ATS)がザグロス山脈に墜落。乗員6名、乗客59名全員が死亡した。